# Miss Universe Nederland
Miss Universe Nederland is een van de missverkiezingen die in Nederland gehouden worden. De winnares van de verkiezing vertegenwoordigt haar land tijdens de Miss Universe-verkiezing die wordt gehouden sinds 1952.

## Winnaressen in Nederland

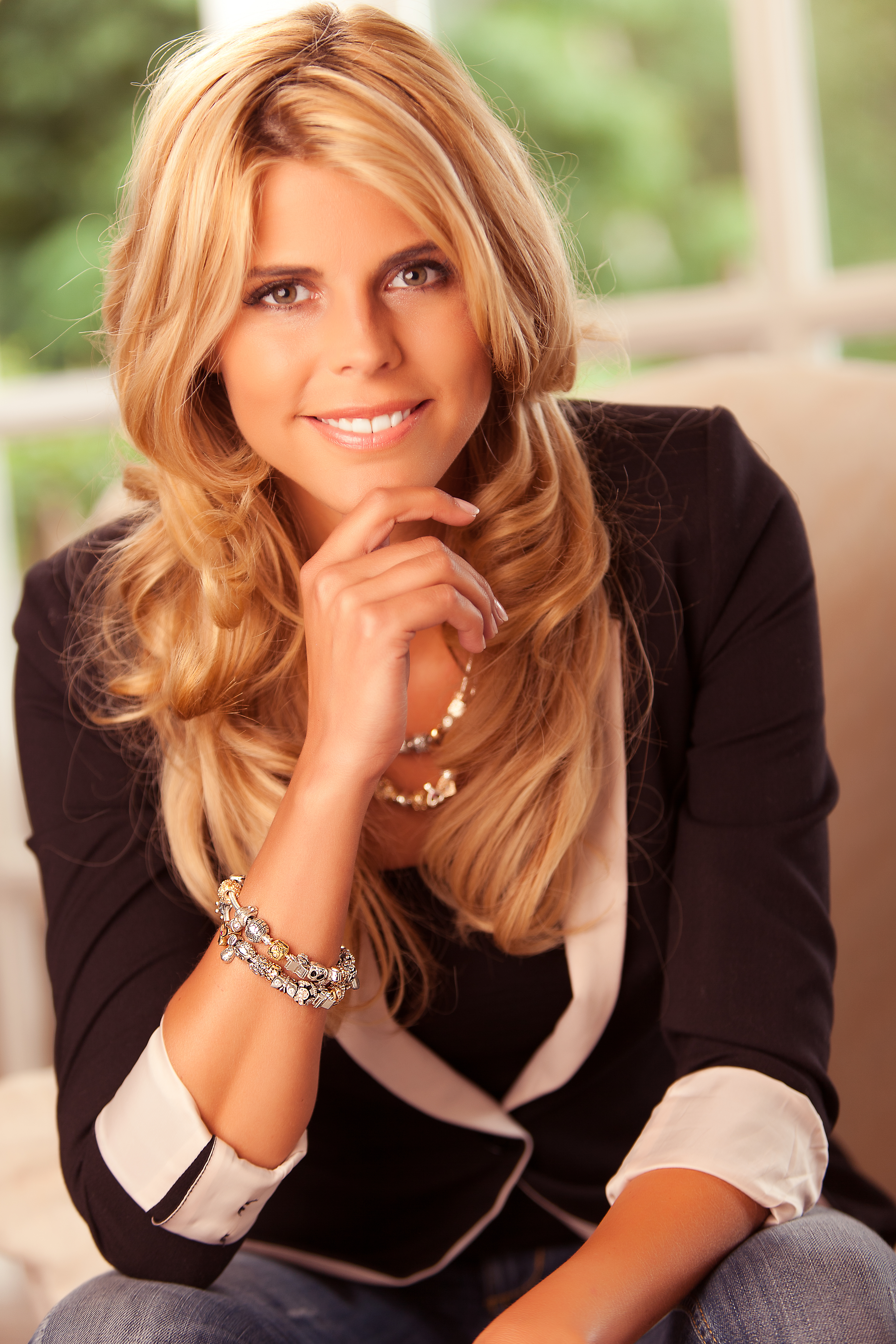
Kim Kötter, winnares in 2002

- 1957 Rita Schmidt
- 1958 Corine Rottschäfer
- 1959 Peggy Erwich
- 1960 Carinna Verbeck
- 1961 Gita Kamman
- 1962 Marianne Van Der Hayden
- 1963 Elsa Onstenk
- 1964 Henny Deul
- 1965: Anna Schuit
- 1966: Margo Domen
- 1967: Irene van Campenhout
- 1968: Nathalie Heyl
- 1969: Welmoed Hollenberg
- 1970: Maureen Joan Renzen
- 1971: Laura Mulder Smid
- 1972: Jenny ten Wolde
- 1973: Monique Borgeld
- 1974: Nicoline Broeckx
- 1975: Linda Snippe
- 1976: Nanny Nielen
- 1979: Eunice Bharatsingh
- 1980: Karin Gooyer
- 1981: Ingrid Schouten
- 1982: Brigitte Diericks
- 1983: Nancy Lallemans
- 1984: Nancy Neede
- 1985: Brigitte Bergman
- 1986: Caroline Veldkamp
- 1987: Annebeth Berendsen
- 1988: Angela Visser
- 1989: Stephanie Halenbeek
- 1991: Paulien Huizinga
- 1992: Vivian Jansen
- 1993: Angelique van Zalen
- 1994: Irene van de Laar
- 1995: Chantal van Woensel
- 1996: Marja de Graaf
- 1997: Sonja Silva
- 1998: Jacqueline Rotteveel
- 2000: Chantal van Roessel
- 2001: Reshma Roopram
- 2002: Kim Kötter
- 2003: Tessa Amber Brix
- 2004: Lindsay Pronk
- 2005: Sharita Sopacua
- 2008: Charlotte Labee
- 2009: Avalon-Chanel Weyzig
- 2010: Desirée van den Berg
- 2011: Kelly Weekers
- 2012: Nathalie den Dekker
- 2013: Stephanie Tency
- 2014: Yasmin Verheijen
- 2015: Jessie Jazz Vuijk
- 2016: Zoey Ivory
- 2017: Nicky Opheij
- 2018: Rahima Dirkse
- 2019: Sharon Pieksma
- 2020: Denise Speelman
- 2021: Julia Sinning
- 2022: Ona Moody
- 2023: Rikkie Kollé
- 2024: Faith Landman
- 2025: Nathalie Yasmin Mogbelzada